# Алерак
Алера́к (фр. Alairac) — коммуна во Франции в регионе Лангедок — Руссильон, департамент Од.
Население — 1 034 человека (2004), площадь коммуны — 16,37 км². Плотность населения — 73,98 чел/км².
Коммуна расположен на расстоянии около 630 км к югу Парижа, 145 км западнее Монпелье, 10 км западнее Каркассонн.

## Демография
| 1962 | 1968 | 1975 | 1982 | 1990 | 2004 |
| ---- | ---- | ---- | ---- | ---- | ---- |
| 323  | 357  | 359  | 537  | 618  | 1034 |